# Sint-Lutgardiskerk (Tongeren)
De Sint-Lutgardiskerk is een kerkgebouw in de Belgische stad Tongeren in de provincie Limburg. De kerk ligt aan de Beemdstraat en Blaarstraat in het oostelijk deel van Tongeren.
Het gebouw bestaat uit een narthex, een driebeukig schip met negen traveeën en een vrijwel losstaande toren aan de noordoostzijde. Ze wordt opgevat als een vroeg-christelijke basilica. Het gebouw is opgetrokken in mergelsteen en heeft een plint van rustica hardsteen, rondboogvormige bovenlichten, de narthex voorzien van drieledige rondboogarcade en in het fronton boven het portaal een voorstelling in mergelstenen reliëf van de kruisomhelzing door Sint-Lutgardis. Het gebouw wordt gedekt door een zadeldak, de zijbeuken door lessenaarsdaken en de toren heeft een tentdak. Tussen het middenschip en de zijbeuken bevindt zich een rondboogarcade op zuilen. De kerk heeft van binnen houten zolderingen.
De kerk is de parochiekerk en is gewijd aan Sint-Lutgardis.

## Geschiedenis
In 1946 werd de Sint-Lutgardisparochie gesticht.
In 1949 werd de kerk gebouwd naar het ontwerp van J. Ritzen.